# بربشتر

شعار نبالة البلدية.

بربشتر (باللاتينية: Barbastrum)، (وبالأراغونية: Balbastro) هي بلدية في مقاطعة وشقة في إسبانيا، وتقع المدينة التي كانت تعرف قديمًا باسم «بربسترة» أو «بِرجيدونا» عند التقاء نهري ثينكا وفيرو.

## التاريخ
في العصر الروماني، كانت مدينة «بربشتر» السلتي-أيبيرية ضمن منطقة هسبانيا سيتيريور، ثم ضمن منطقة هسبانيا تاراكونيس، وكان اسمها وقتها «بِرجيدوم» أو «بِرجيدونا». وبعد سقوط الإمبراطورية الرومانية الغربية، أصبحت جزءًا من مملكة القوط الغربيين. وأثناء الفتح الإسلامي للأندلس، افتتحها موسى بن نصير سنة 717م لتكون ضمن منطقة الثغور، واستوطنها بعدئذ بنو خلف الذين جعلوا منها عاصمة لإمارة ضمت بربطانية ووشقة حتى سنة 862م، ثم صارت تعرف بإمارة بربشتر حتى سنة 882م.
في عام 1064م، غزا سانشو راميريث ملك أراغون، وقوات إفرنجية مسيحية بقيادة ويليام الثامن دوق أقطانية ولو بون النورماندي المدينة، وكانت وقتها ضمن مدن طائفة سرقسطة، وحاصروها فيما عُرف بحصار بربشتر. ذكرت مصادر معاصرة للأحداث أن 50,000 من سكان المدينة ماتوا أثناء ذلك الحصار، غير أن المؤرخين الحديثين يرون أن الرقم مبالغ فيه، حيث أن عدد سكان المدينة وقتها ربما لم يكن يتجاوز 2,000 شخص. وفي العام التالي، استعاد المسلمون المدينة، وظلت تحت سلطان المسلمين حتى سنة 1101م حين ضمها بيدرو الأول ملك أراغون إلى مملكته، وجعلها مقرًا أسقفيًا.
ازدهر اقتصاد بربشتر حتى القرن العشرين، عندما بدأت فترة من التدهور، لم تنته إلا في الستينيات بسبب نمو الإنتاج الزراعي.

## أعلام
- بيدرو لوبيز
- فيليسيا دي روسي
- فلورنتينو أسينسيو باروسو
- مانويل بيلاس

## وصلات خارجية
- الموقع الرسمي